# Кадырова, Медни Мусаевна
Медни Мусаевна Кадырова (урожд. Айдамирова; род. 7 сентября 1978, Чечено-Ингушская АССР) — чеченский и российский общественный деятель, супруга главы Чечни Рамзана Кадырова. «Мать-героиня» (2022).

## Биография
Медни Кадырова родилась 7 сентября 1978 года. С будущей женой Рамзан Кадыров познакомился ещё в школе. Жена президента Чечни работает модельером. В октябре 2009 года она основала в Грозном дом моды по производству мусульманской одежды Firdaws, девиз которого звучит как «Элегантность в традициях ислама». Согласно декларации, доход Медни в 2014 году составил 3,4 млн руб.
В 2016 году окончила с отличием Гудермесский филиал Института финансов и права — тот же, что в своё время и сам Рамзан Кадыров.
Является вице-президентом Общественного фонда имени Ахмата Кадырова и заместителем руководителя секретариата главы Чечни.
Аналитическое агентство «Минченко консалтинг» в своём исследовании «Супруги руководителей субъектов РФ 2022» отметило, что Медни Кадырова стала самой популярной «первой леди» в России.
В октябре 2022 года президент России Владимир Путин выразил жене Кадырова благодарность за активную общественную деятельность.
14 ноября 2022 года указом президента России Владимира Путина Медни Кадыровой было присвоено звание «Матери-героини». Наряду с жительницей Ямало-Ненецкого автономного округа Ольгой Дехтяренко, она стала первым человеком, которому было присвоено это звание.

## Личная жизнь
Медни и Рамзан Кадыровы воспитывают 12 детей — четырёх сыновей и восемь дочерей.

## Санкции
В июле 2020 года включена в санкционный список США, как лицо связанное с Рамзаном Кадыровым, против которого были введены санкционные ограничения за нарушения прав человека в Чеченской республике, «в том числе за пытки и внесудебные казни». 15 сентября 2022 года, из-за вторжения России на Украину, включена в расширенный санкционный список США. В октябре 2022 года попала под санкции Японии «в ответ на псевдореферендумы на оккупированных украинских территориях».

## Награды
- Орден «Даймехкан Сий» (8 марта 2018) — за выдающиеся достижения в сфере развития экономики, науки, культуры, искусства, духовно-нравственного воспитания, образования, здравоохранения, охраны окружающей среды, благотворительной и иной общественной деятельности на благо жителей ЧР[20][21]
- Почётная грамота Президента Российской Федерации (6 августа 2021) — за активную общественную деятельность[22]
- Орден Дружбы (ЛНР, 2 октября 2022)[23]
- «Мать-героиня» (14 ноября 2022) — за большие заслуги в укреплении института семьи и воспитании детей[24]